# Наталія Олексіївна (велика княгиня)
Наталія Олексіївна, уроджена принцеса Августа-Вільгельміна-Луїза Гессен-Дармштадтська (нім. Wilhelmina Luisa von Hessen-Darmstadt; 14 [25] червня 1755, Пренцлау — 15 [26] квітня 1776, Санкт-Петербург) — велика княгиня (1773), дочка ландграфа Гессен-Дармштадтського Людвіга IX і Кароліни Цвейбрюкен-Біркенфельдської, перша дружина великого князя Павла Петровича (згодом російського імператора Павла I).
Померла при пологах, народивши на світ мертвонародженого великого князя .

## Біографія
Августа-Луїза-Вільгельміна народилася 14 (25) червня 1755 року і була п'ятою дитиною і четвертою дочкою в багатодітній родині ландграфа Людвіга IX Гессен-Дармштадтського (1719—1790) і його першої дружини принцеси Кароліни Цвайбрюкен-Биркенфельдської (1721—1774).
Дівчинка виховувалася під суворим наглядом матері, названої «великою ландграфінею», гідної і освіченої жінки, в домі якої бували Гете, Гердер та інші знаменитості того часу. Вже в юні роки дівчина відрізнялася неабияким розумом, сильним характером і палким темпераментом.

### Шлюбні плани
У 1772 році великому князю Павлу Петровичу виповнилося вісімнадцять років, і його мати, імператриця Катерина, почала пошуки нареченої для спадкоємця. Після довгих пошуків зупинилися на двох кандидатурах: Софії-Доротеї Вюртемберзької та Вільгельміни Гессен-Дармштадтської. Але Софії щойно виповнилося тринадцять років, а Катерині терміново потрібен був спадкоємець, тому імператриця була змушена зупинити свій вибір на трьох принцесах Гессен-Дармштадтських. Це обставина не радувала імператрицю. У листі своєму посланнику пану Ассебургу вона писала:

Принцесу Вільгельміну Дармштадтську мені описують, особливо з боку доброти серця, як досконалість природи; але крім того, що досконалості, як мені відомо, в світі не існує, ви говорите, що у неї необачний розум, схильний до розбрату.  Це в поєднанні з розумом її сударя-батюшки і з великою кількістю сестер і братів, деякі вже облаштовані, а деякі ще чекають, щоб їх прилаштували, спонукає мене в цьому відношенні до обережності. Однак я прошу вас взяти на себе працю відновити ваші спостереження…

Фрідріх II король Прусії був не проти цього шлюбу, він умовив ландграфіню Кароліну на поїздку до Російської імперії, переконавши у важливості цього шлюбу для Пруссії.
У жовтні 1772 року Катерина писала Микиті Івановичу Паніну:

У ландграфині, слава Богу, є ще три дочки на виданні; попрохаємо її приїхати сюди з цим роєм дочок; ми будемо дуже нещасливі, якщо з трьох не виберемо жодної. Подивимося на них, а потім вирішимо. Дочки ці: Амалія-Фредеріка — 18-ти років; Вільгельміна — 17-ти; Луїза — 15-ти років… Не особливо я зупиняюся на похвалах, які має старша із принцес Гессенських королем прусським, тому що я знаю і як він вибирає, і які йому потрібні, і та, яка йому подобається, чи могла б сподобатися нам. На його думку — які дурніші, і ті краще: я бачила і знала обраних ним.

Не зумівши вирішити, яка з принцес краща, імператриця надіслала Вільгельміні, її сестрам і матері запрошення відвідати Росію. Три принцеси вчилися вдосконалювати свою французьку мову, працювали над танцями, вправлялися робити глибокі реверанси та доповнювали свій гардероб. Їх перша зупинка була в Берліні, звідки флотилія з чотирьох кораблів, відправлена по них Катериною, доставила їх до Росії. Саме найкращий друг великого князя Павла, молодий Андрій Розумовський, командував фрегатом, на якому везли дівчат і їх матір. Його одразу захопили ці чарівні пасажирки, і особливо Вільгельміна. Вона теж не лишилась байдужою до Андрія.
Зустріч цесаревича з принцесами Амалією (1754—1832, в майбутньому принцеса Баденська), Вільгельміною і Луїзою (1757—1830, в майбутньому велика герцогиня Саксен-Веймар-Ейзенагська) сталася в Гатчині 15 червня 1773 року.
Павло вибрав Вільгельміну. Катерина писала:

… Мій син з першої ж хвилини полюбив принцесу Вільгельміну, я дала йому три дні, аби визначитися, чи не сумнівається, чи дійсно ця принцеса в усіх відносинах перевершує своїх сестер… старша дуже лагідна; молодша, здається, дуже розумна; в середній все нами бажані якості: личко в неї чарівне, риси правильні, вона ласкава, розумна; я нею дуже задоволена, і син мій закоханий …

27 червня 1773 року герцогиня Кароліна і три її дочки були удостоєні Ордена Святої Катерини.
15 серпня 1773 року принцеса Вільгельміна сприйняла святе миропомазання з ім'ям і титулом великої княжни Наталії Олексіївни, а наступного дня відбулися і її заручини з великим князем Павлом Петровичем.

### Шлюб

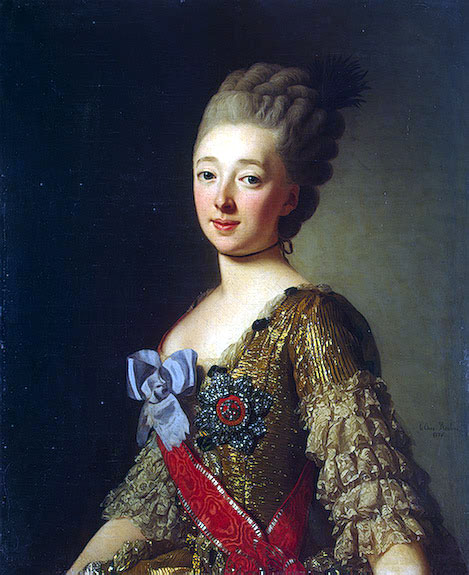
Наталія Олексіївна, портрет роботи Олександра Росліна

29 вересня 1773 року відбулося урочисте одруження великого князя Павла Петровича і великої княгині Наталії Олексіївни в Церкві Різдва Пресвятої Богородиці, що стояла на місці нинішнього Казанського собору. Дуже скоро вона показала свій владний і непостійний характер. Англійська посланник Джеймс Гарріс зазначав, що вона «управляла чоловіком деспотично, не даючи собі навіть бажання продемонструвати найменшої до нього прихильності».
Наталія Олексіївна жадала реальної влади. Не люблячи свого чоловіка, вона чинила на нього величезний вплив, намагалася ізолювати Павла від впливу матері і найближчого оточення, намагаючись повністю підпорядкувати собі волю чоловіка.
Ситуація при дворі поступово загострювалася. Іноземні посли в повідомленнях своїм урядам відкрито писали про зв'язок Наталії Олексіївни з графом Андрієм Розумовським. Катерина зі все більшим незадоволенням спостерігала за сімейним життям сина. Її ставлення до невістки змінилося. Катерина намагалася вказати Павлу на недозволеність відносин між Розумовським й Наталією Олексіївною, але Великій княгині завжди вдавалося переконати чоловіка у своїй невинності.

### Життя в Росії
Павло Петрович був задоволений дружиною, але стосунки з Катериною у великої княгині не склалися. З цікавістю придивляючись до двору російської імператриці, вона бачила мало гарного для себе. «Молодий двір» розважався французькою поезією, театром, але найбільше політичними інтригами проти Катерини II. На чолі цих захоплень стояла Наталія Олексіївна. Вихована в Європі у вільному дусі, Наталія Олексіївна виявляла певну самостійність у висловлюваннях, дотримуючись ліберальних ідей і навіть часом виступала за звільнення селян. Це явно не подобалося государині:

… Побоюючись злих, ми не довіряємо всьому світові. Не слухаємо ні гарних, ні поганих порад. Досі немає ні добродушності, ні обережності, ні поміркованості у всьому цьому, і Бог знає, що з цього вийде, бо нікого не слухають і всі хочуть робити по-своєму. Через півтора роки і більше ми ще не говоримо російською, хочемо, щоб нас вчили, але не хочемо бути старанними. Боргів у нас вдвічі більше, ніж статки, а мало хто в Європі стільки отримує.

До чоловіка любові Наталія Олексіївна не відчувала, але, користуючись своїм впливом, намагалася тримати його на відстані від усіх, крім вузького кола своїх друзів. За свідченням сучасників, велика княгиня була жінкою серйозною і честолюбною, з гордим серцем і крутим норовом. Крім того, вона перебувала у шлюбі вже два роки (з 29 вересня 1773 року), але спадкоємця все ще не було.
У 1776 році двір імператриці Катерини схвилювала новина: було оголошено про довгоочікувану вагітність великої княгині Наталії Олексіївни.

### Смерть

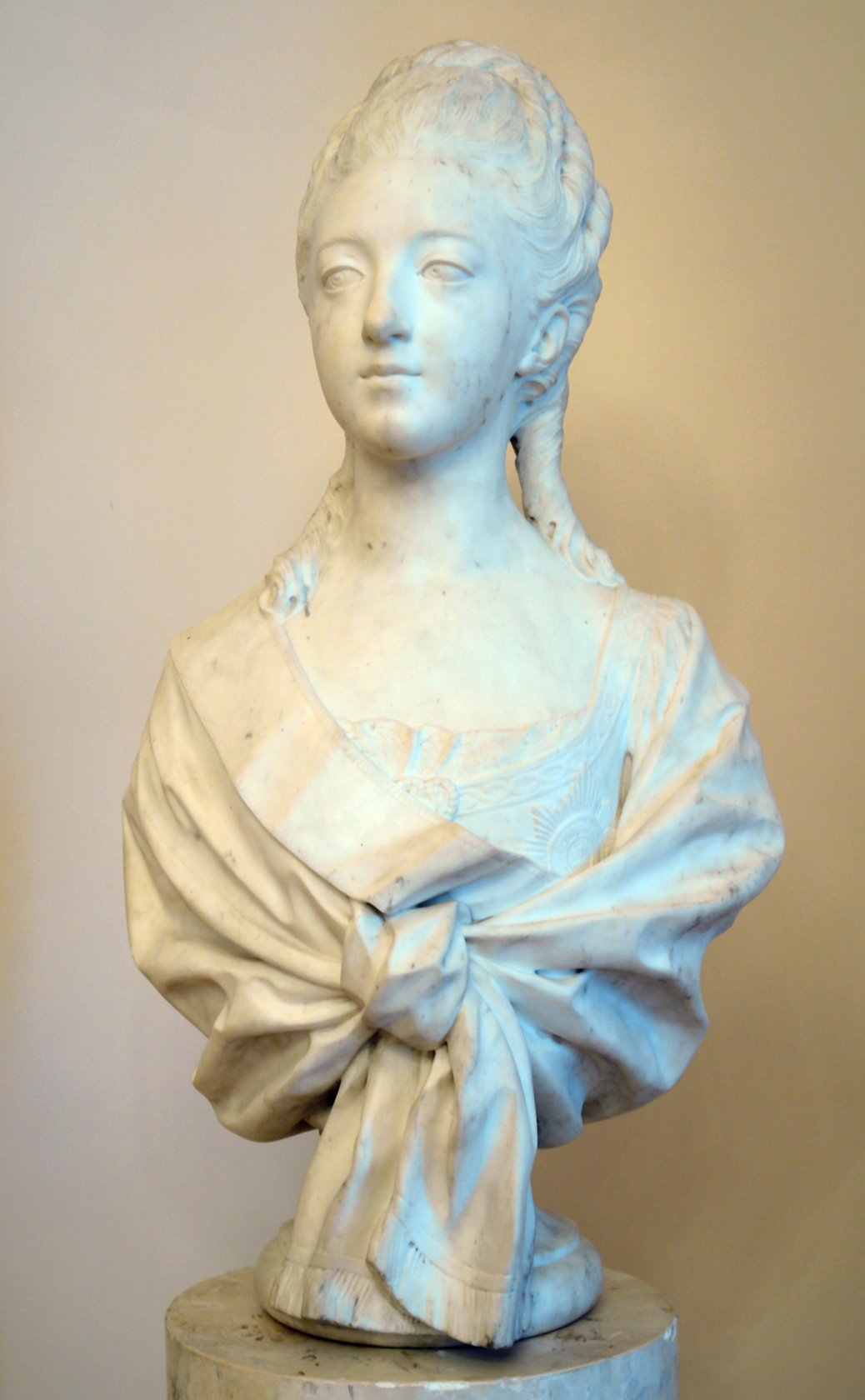
Мармуровий бюст (Марі-Анн Колло, Михайлівський замок)

10 квітня 1776 року, коли всі імператорська родина перебувала в заміській резиденції, о четвертій ранку у великої княгині почалися перші болі. При ній перебували лікар і акушерка. Перейми тривали кілька днів, невдовзі лікарі оголосили, що дитина мертва. Катерина II і Павло всі ці дні перебували поруч.
Немовля не змогло з'явитися на світ природним шляхом, а лікарі не використовували ні акушерських щипців, ні кесарів розтин. Дитина загинула в утробі й інфікувала організм матері. «Справа наша дуже погано йде, — повідомляла Катерина своєму статс-секретарю Сергію Козміну, можливо, наступного дня, в листі, позначеному 5 годинами ранку. — Якою дорогою пішло дитя, чаю, і мати піде. Се до часу у себе тримай…».
Через п'ять днів мук о 5 ранку 15 квітня 1776 року велика княгиня Наталія Олексіївна померла.
Катерина писала:

Ви можете уявити, що вона мусила вистраждати і ми з нею. У мене серце понівечилось; я не мала ні хвилини відпочинку за ці п'ять днів і не покидала великої княгині ні вдень, ні вночі до самої кончини. Вона говорила мені: «Ми відмінна доглядальниця». Уявіть моє становище: треба одного втішати, іншу підбадьорювати. Я знемогла і тілом і душею…

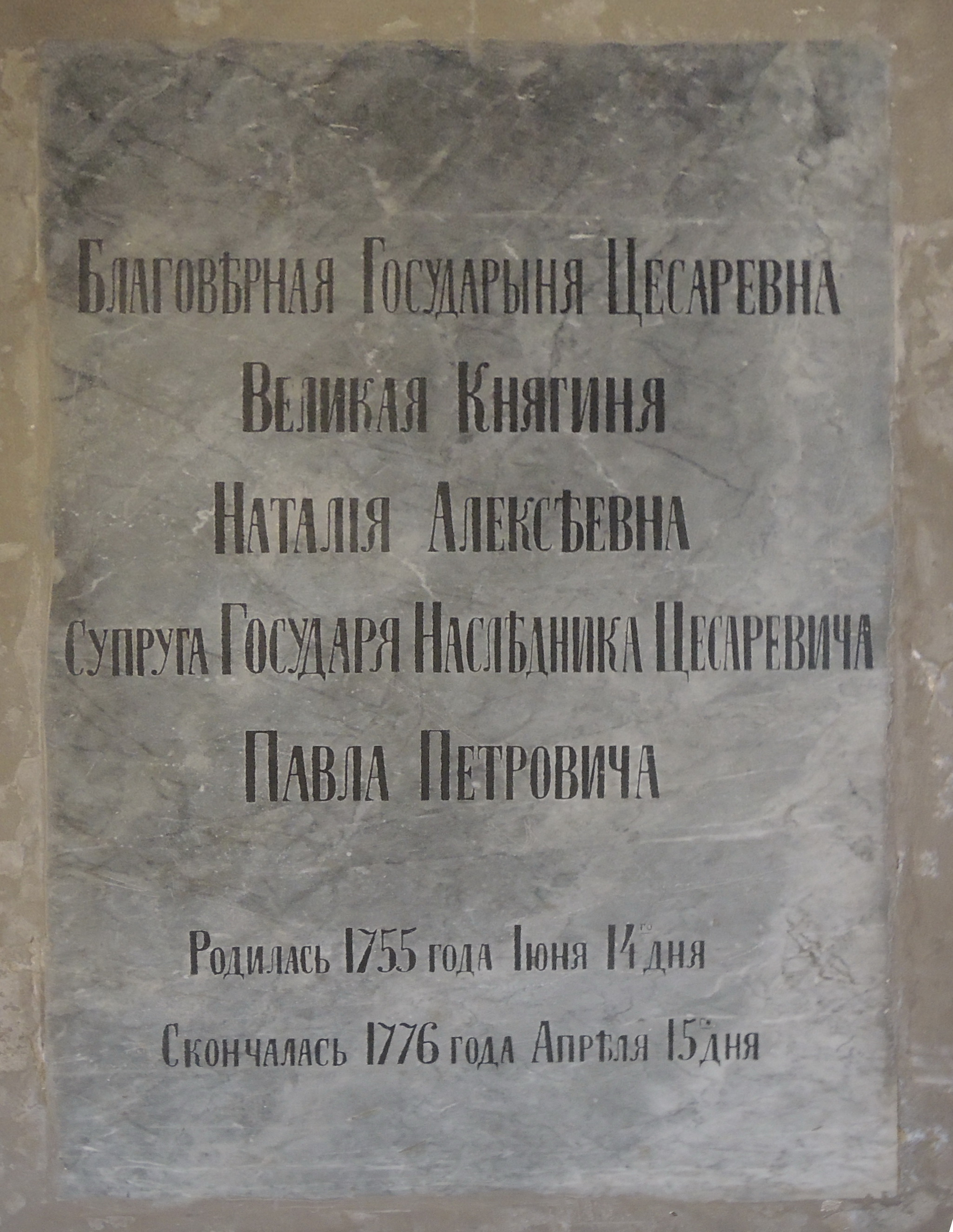

Наталія Олексіївна не подобалася імператриці, і дипломати пліткували, що вона не дала лікарям врятувати невістку. Розтин, втім, показав, що породілля страждала дефектом, який не дозволив би їй народити дитину природним шляхом, і що медицина того часу була безсила їй допомогти. Але оскільки справа відбувалася в Російській імперії, де Корберон повідомляв, що ніхто не повірив офіційній версії, і що Потьомкін відвідував акушерку великої княгині на прізвище Зорич і передав їй фатальний наказ. Крім того, шевальє допитав хірурга Моро під час вечері, і він написав:

Він [Моро] сказав мені приватно, що, на його думку, хірурги та лікарі суду були ослами. Велика княгиня в жодному разі не повинна була померти. По правді кажучи, дуже дивно, що з великою княгинею не виявили заздалегідь більшої обережності. Люди дуже злі, заплакані та озлоблені. Вчора й сьогодні в крамницях чули: «Молоді панянки вмирають; старі баби (натяк на імператрицю) ніяк не помруть».

Офіційною причиною смерті принцеси було названо викривлення хребта. За деякими вказівками, в дитинстві вона страждала горбатістю або сутулістю, які виправлялися, за звичаєм того часу, жорстким корсетом, що і призвело до неправильного розташування кісток таким чином, що вони перешкоджали природному народженню дитини.
Того ж вечора, коли Велика княгиня померла, імператриця вирішила принести їй шкатулку з листами і паперами Наталії Олексіївни. Там вона виявила не тільки любовне листування невістки з Розумовським, але і проект грошових позик, зроблених Великою княгинею у французької та іспанської послів. Імператриця відразу ж викликала до себе сина і показала йому листи, які виключали питання про те, хто був справжнім батьком ненародженої дитини.
Всупереч звичаю, Наталія Олексіївна була похована не в родовій усипальниці Романових в Петропавлівській фортеці, а в Олександро-Невській лаврі. Павло на похороні не був присутній.